# Stefania Oryl
Stefania Barbara Oryl z domu Mankiewicz (ur. 18 listopada 1925 w Sobieniach-Jeziorach, zm. 29 marca 2013) – polska nauczycielka, oligofrenopedagog, poseł na Sejm PRL VII kadencji.

## Życiorys
Podczas okupacji była łączniczką Armii Krajowej na Podlasiu. Ukończyła liceum pedagogiczne w Leśnej Podlaskiej. W 1948 rozpoczęła studia na Uniwersytecie Warszawskim (których nie ukończyła), równocześnie podejmując pracę w szkole specjalnej. Była dyrektorką Szkoły Podstawowej Specjalnej w Warszawie. W 1976 uzyskała mandat posła na Sejm PRL w okręgu Warszawa-Ochota z ramienia Polskiej Zjednoczonej Partii Robotniczej. Zasiadała w Komisji Kultury i Sztuki oraz w Komisji Oświaty i Wychowania.
Pochowana na cmentarzu komunalnym Północnym w Warszawie.

## Odznaczenia
- Złoty Krzyż Zasługi
- Medal 30-lecia Polski Ludowej